# Windmotor Nijetrijne 7
De Windmotor Nijetrijne 7 is een poldermolen bij het Fries-Stellingwerfse dorp Nijetrijne, dat in de Nederlandse gemeente Weststellingwerf ligt.
De molen is een Amerikaanse windmotor met een windrad van 18 bladen en een diameter van 2,5 meter, die in 2005/2006 is gerestaureerd. Hij staat in het natuurgebied de Rottige Meente, waar Nijetrijne middenin ligt, ongeveer 150 meter ten zuidoosten van de driesprong van de N351 met de weg naar Langelille. De windmotor is niet voor publiek geopend, maar kan tot op korte afstand worden benaderd.